# Abdullah Al-Deayea
Abdullah Al-Deayea (en árabe: عبدالله الدعيع‎, Ha'il, Arabia Saudita; 1 de diciembre de 1961) es un exfutbolista de Arabia Saudita que jugaba en la posición de guardameta. Es hermano del también guardameta Mohamed Al-Deayea y el padre de Bader Al-Deayea y Sultán Al-Deayea.

## Carrera

### Club
| Periodo   | Club        |
| --------- | ----------- |
| 1979–1992 | Al-Tai FC   |
| 1992–1997 | Al-Hilal FC |

### Selección nacional
Jugó para Arabia Saudita de 1982 a 1990 en 58 partidos, ganó en dos ocasiones la Copa Asiática, ganó la medalla de bronce en los Juegos Asiáticos de 1982 y participó en los Juegos Olímpicos de Los Ángeles 1984 y los Juegos Asiáticos de 1990.

## Logros

### Club
Al-Tai
- Saudi First Division: 1984–85
- Saudi Second Division: 1976–77

Al-Hilal
- Saudi Premier League: 1995–96
- Copa del Príncipe de la Corona Saudí: 1995
- Saudi Federation Cup: 1992–93, 1995–96
- Asian Cup Winners' Cup: 1996–97
- Arab Club Champions Cup: 1994, 1995

### Selección nacional
- AFC Asian Cup: 1984, 1988

### Individual
- Mejor guardameta de la Copa Asiática 1984.